# Барінго (озеро)

Озеро Барінго, після озера Туркана, є найпівнічнішим з озер Кенійської рифтової долини, з площею поверхні 130 км² і висотою 970 м над рівнем моря. В озеро впадає кілька дрібних річок: Моло, Перкерра і Оль-Арабель. Озеро не має витоку; вважається, що води просочуються крізь озерні відкладення в вулканічні породи. Це одне з двох прісноводних озер у Рифтовій долині в Кенії, інше озеро Найваша.
Озеро знаходиться у віддаленій спекотній і посушливій місцевості. Озеро відоме своїм різноманіття орнітофауни, на його берегах мешкає понад 470 видів птахів, включно з мігруючими фламінго.
Про існування озера Барінго вперше в Європі повідомили Л. Крапф і Й. Ребман, німецькі місіонери, що перебували в Момбасі, приблизно в 1850 році; на карті Дж. Х. Спіка джерел Нілу (1863) Барінго плутають із затокою Кавірондо Вікторії-Ньянзи. Джозеф Томсон під час своєї подорожі країною масаїв в 1883 році відкрив озеро та виправив перебільшені уявлення про його розміри. Місцеві племена однак вірять, що раніше озеро займало набагато більшу територію.

## Опис
Озеро є частиною Східно-Африканської рифтової системи озер. На захід від озера лежить пагорб Туген. Схил Лайкіпія лежить на сході.
Озеро є важливим середовищем існування для багатьох тварин. В озері живе сім видів прісноводних риб. Один, Oreochromis niloticus baringoensis (підвид нільської тілапії), є ендемічним для озера. Озерне рибальство має важливе значення для місцевого соціального та економічного розвитку. Крім того, ця територія є середовищем існування для багатьох видів тварин, включаючи бегемота ( Hippopotamus amphibius ), нільського крокодила ( Crocodylus niloticus ) та багатьох інших ссавців, земноводних, рептилій і безхребетних.
Хоча запаси нільської тиляпії в озері зараз низькі, зменшення чисельності цього виду пов'язують з успіхом іншого, мармурової дводишної риби (Protopterus aethiopicus), яка була завезена в озеро в 1974 році і зараз є основною рибою в озері. Озеро зазвичай каламутне, частково через інтенсивну ерозію ґрунту у водозбірній зоні, особливо на рівнині Лобой на південь від озера.
Характерною рисою околиць озера є «пагорби» термітів. Східний берег озера є одним з небагатьох місць, де можна зустріти великого куду.
Недавнє дослідження показало поширеність в озері паразитів O. niloticus baringoensis, які можуть нести ризики для здоров'я людей, внаслідок споживання недостатньо прожареної зараженої риби.
На озері є кілька невеликих островів, найбільшим з яких є острів Ол-Кокве, згаслий вулканічний пагорб, пов’язаний з вулканом Коросі на північ від озера. Озеро Барінго має кілька гарячих джерел і фумарол, деякі з яких містять відкладення сірки. Група гарячих джерел знаходиться вздовж берегової лінії в Соро поблизу північно-східного берега острова.
На берегах озера було зроблено кілька важливих археологічних і палеонтологічних знахідок решток людиноподібних і гомінідів.   Головним містом біля озера є Марігат. 
У звіті уряду Кенії в 2021 році зазначалося, що площа поверхні озера Барінго збільшилася на понад 100% до 268 км² за період 2010–2020 років. Приозерні села були затоплені, а люди виселені. Також спостерігається збільшення популяції тварин, наприклад крокодилів.